# گناره
گناره، روستایی است از توابع بخش بهاران شهرستان گرگان در استان گلستان ایران.

## جمعیت
این روستا در دهستان قرق قرار داشته و براساس سرشماری سال ۱۳۸۵جمعیت آن ۲۲۹نفر (۵۲خانوار) بوده‌است.
این روستا  افراد تحصیل کرده زیادی دارد و دارای مکان‌های زیارتی مانند امام زاده محمد تقی گناره ملک رامی توان نام برد این روستا  دارای مناظر زیبا و سرسبز می‌باشد و این روستا در مکانی با اب و هوای مرطوب وخاکی حاصل خیز قرار دارد ودارای قدمتی ۵۰۰ساله می‌باشد و در شمال   این روستا پارک جنگلی به نام قرق وجود دارد